# Горіно (Калінінградська область)
Горіно (рос. Горино) — селище Німанського району, Калінінградської області Росії. Входить до складу Німанського міського поселення.
Населення —  71 особа (2015 рік). 